# Quatre études pour orchestre
De Quatre études pour orchestre (W38A) is een compositie van Igor Stravinsky voor orkest. De orkestratie van de eerste drie delen begon in 1914 en werd afgerond in Morges in 1918. De verzameling werd in 1928 met een vierde deel afgerond. De eerste uitvoering vond in 1930 plaats in Berlijn o.l.v. Ernest Ansermet.
Het werk bestaat uit de volgende delen:
- - Danse (Con moto)
  - Excentrique (Moderato)
  - Cantique (Largo)
  - Madrid (Allegro) con moto)

De eerste drie delen zijn de orkestraties van de Trois Pièces voor strijkkwartet (W25), het vierde deel is een orkestratie van de Etude voor pianola (W38).

## Oeuvre
Zie het Oeuvre van Igor Stravinsky voor een volledig overzicht van het werk van Stravinsky.

## Geselecteerde discografie
'Quatre études pour orchestre' (met 'L'Oiseau de Feu' en 'Feu d'artifice'), Chicago Symphony Orchestre o.l.v. Pierre Boulez (Deutsche Grammophon, 437 850-2)